# Diuris recurva
Diuris recurva är en orkidéart som beskrevs av David Lloyd Jones. Diuris recurva ingår i släktet Diuris och familjen orkidéer. Inga underarter finns listade i Catalogue of Life.